# Bürgerweide (Bremen)

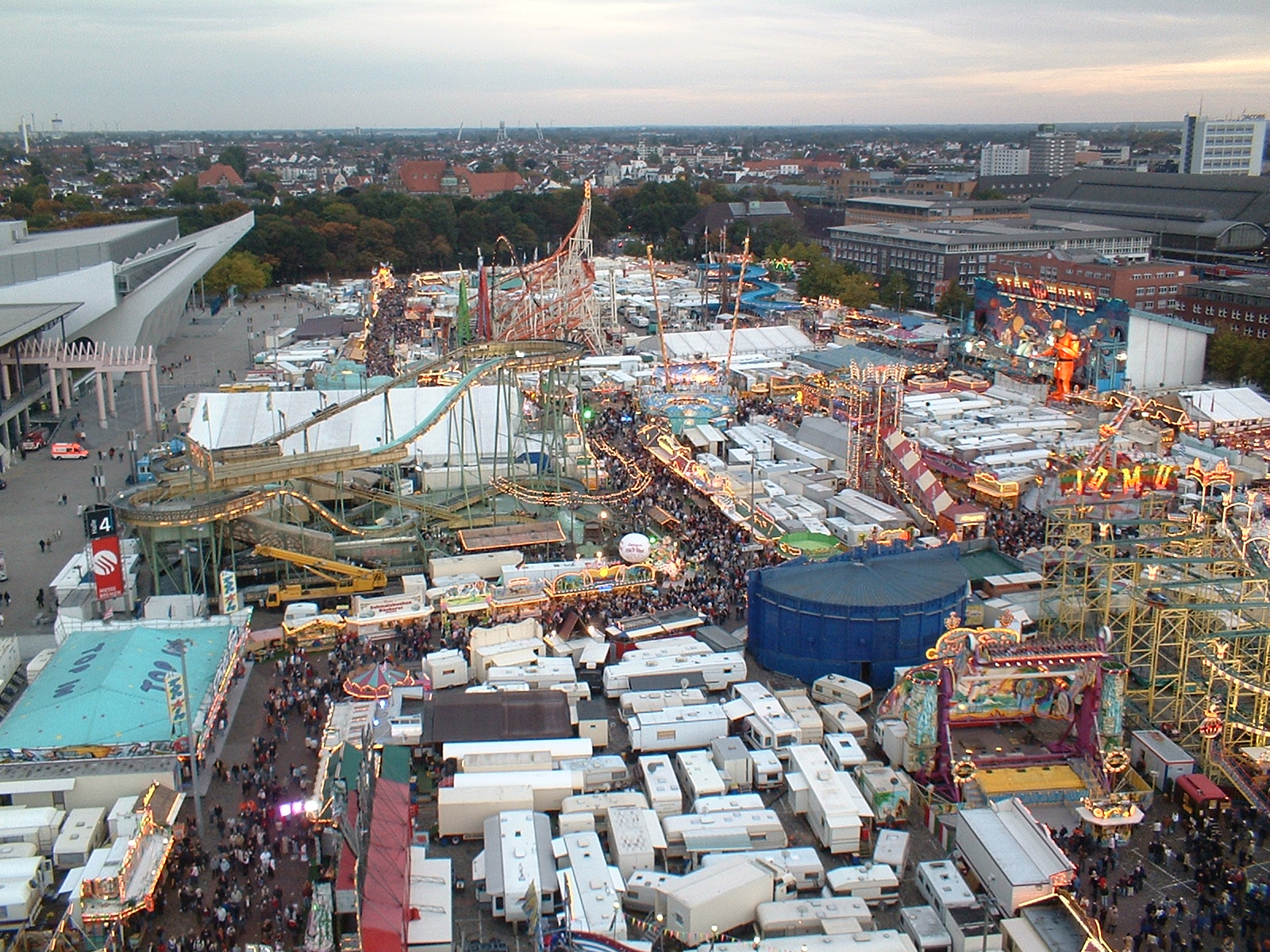
Bürgerweide mit Freimarkt

Die Bürgerweide ist eine zum Teil bebaute Veranstaltungsfläche in Bremen, auf der u. a. alljährlich der Bremer Freimarkt stattfindet. Sie liegt nahe dem Bremer Stadtkern direkt zwischen Hauptbahnhof (Nordausgang, Willy-Brandt-Platz) und Bürgerpark und gehört zum Stadtteil Bremen-Findorff.

## Geschichte

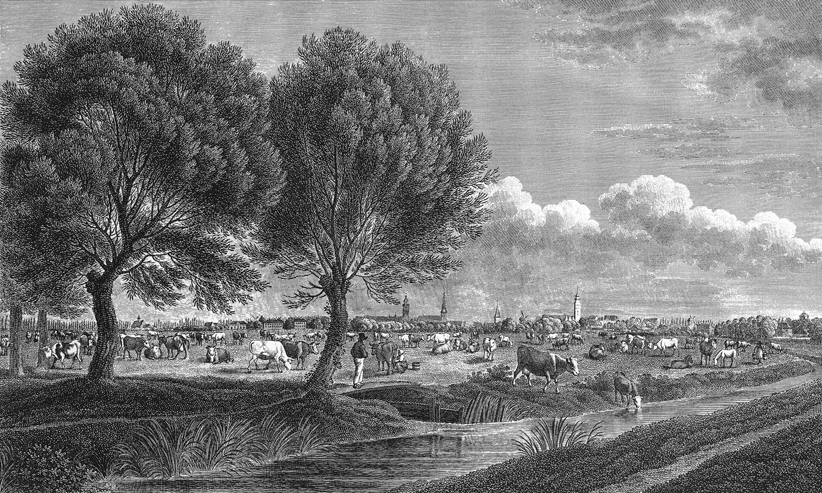
Ansicht der Bürgerweide, 1822

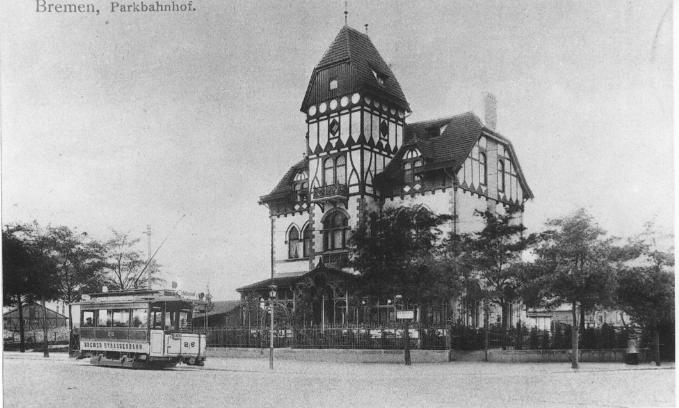
Der Parkbahnhof um 1905

Der Ursprung der Bürgerweide ist nicht sicher. Seit dem 15. Jahrhundert hieß es, dass die Gräfin Emma von Lesum († 1038) der Bremer Kirche diese Fläche geschenkt habe; dann wiederum soll Gräfin Emma den Bürgern gestattet haben, das Land als Weide zu nutzen oder es gar den Bremer Bürgern geschenkt haben. Ein Krüppel, so hieß es einer Sage nach, sollte an einem Tag eine Fläche umrunden und damit die Größe bestimmt haben. Der Kopf zwischen den Füßen des Bremer Roland wird diesem Krüppel zugeschrieben.
Tatsache ist es, dass von Erzbischof Hartwig I. die Grenze der Weide 1159 im sogenannten Bremer Weidebrief bestätigt wurde und die Weide eine Allmendefläche – also ein gemeinschaftliches Eigentum – war. Aus dem Wortlaut seiner Urkunde wird deutlich, dass die Einrichtung der Bürgerweide dazu diente, angesichts der umfangreichen Urbarmachung von Feuchtgebieten durch die Hollerkolonisation den Bürgern der Stadt Weideland für ihr Vieh zu garantieren: «cives Bremenses, multis circa civitatem paludibus in agriculturam redactis pascua pecorum suorum timentes,…», „bremischen Bürger, die angesichts der vielen um die Stadt zur Landwirtschaft verwandelten Sümpfe um die Weide für ihre Nutztiere fürchten,…“
Die Grenzen waren jedoch weiterhin strittig, und Versuche, Flächen für Privatnutzung abzuzweigen, waren auch ein Grund für den Aufstand der 104 Männer.
Bis zum 19. Jahrhundert diente die Bürgerweide als Weidefläche für Nutzvieh, die jedermann in Bremen zur Nutzung frei stand. Jeder Bürger konnte 2 bis 4 Kühe auf diese Weide treiben. Zu diesem Zweck wurden bis zu 1000 Kühe und einige Pferde aus dem Herdentor zu der damals noch weit vor der Stadtmauer liegenden Bürgerweide gebracht. Die Grenzen fixierten sich im Laufe der Jahre vom Weidedamm bis zum Kuhgraben (heute Parkallee) und von der Straße An der Weide bis zur Kleinen Wümme. Die Aufsicht führte der Weideherr und sein Inspektor sowie die Deputierten der vier Kirchspiele. Der Hirte und ein Buchhalter überwachten den Betrieb.
Ab dem 18. Jahrhundert konnte die Weide auch anderweitig genutzt werden. Soldaten übten auf der Weide. 1813 wurde der Herdentorfriedhof angelegt und bis 1875 genutzt. Von 1854 bis 1898 stand die Gasanstalt auf der Bürgerweide. 1859 folgte eine Turnhalle und 1863 ein Schießplatz an der Parkallee. Nur noch 73 Kühe wurden 1863 auf die Weide getrieben. 1865 fand das 2. Deutsche Bundesschießen statt und ab 1866 wurde der Bürgerpark Bremen angelegt. Von 1873 bis 1889 lag im südlichen Teil der Venloer Bahnhof und seit 1882 der Schlachthof sowie Sportplätze und Parzellen. Von 1900 bis 1956 lag hier die Endhaltestelle der Kleinbahn Bremen–Tarmstedt, auch als „Jan Reiners“ bekannt. Das Bahnhofsgebäude wurde 1960 abgerissen, um für die Stadthalle Platz zu schaffen. Seit 1934 findet der Freimarkt hier statt. 1945 wurden provisorische Sporthallen gebaut; 1964 entstand die Stadthalle Bremen und von 1983 bis 1993 stand auch eine Eislaufhalle auf der Bürgerweide.

## Heutige Nutzung
Heute wird nur noch die Fläche bis zur Hollerallee und dem anschließenden Bürgerpark als Bürgerweide bezeichnet. Ein Teil der Bürgerweide ist durch die Stadthalle Bremen (offizielle Bezeichnung: 1964–2004 Stadthalle Bremen, 2005–2009 AWD-Dome, 2009–2011 Bremen-Arena, seit 2011 ÖVB-Arena), das Congress Centrum Bremen (1997), die Messehallen mit Parkhaus (1994 bis 1996), ein Hotel (1998) und den Bremer Schlachthof (heute ein Kulturzentrum) bebaut. Auf der übrigen Fläche finden regelmäßig Veranstaltungen statt. Dazu gehören unter anderem der Freimarkt, die Osterwiese sowie jede Woche am Sonntag der wichtigste Bremer Flohmarkt. Außerhalb der Veranstaltungszeiten wird die Bürgerweide als Parkplatz genutzt.